# فرانك إي مايستروني
فرانك أوزيبيو مايستروني (20 ديسمبر 1922 – 22 مايو 2007) شغل منصب سفير الولايات المتحدة لدى الكويت في الفترة من 1976 إلى 1979. التحق بالخدمة الخارجية في1948. ولد في سبرينغفيلد، ماساتشوستس، ثم تقاعد في سان دييغو، كاليفورنيا . شغل بعد تقاعده منصب عضو مجلس إدارة مجلس الشؤون العالمية الأمريكي في سان دييغو.
توفي مايستروني في 22 مايو 2007، بعد إصابة قصيرة بعدوى.